# 国鉄1120形蒸気機関車
1120形は、かつて日本国有鉄道の前身である鉄道省に在籍したタンク式蒸気機関車である。

## 概要
この機関車は1926年（大正15年）、汽車製造が、南武鉄道の工事用に1両（製造番号858）を製造した車軸配置0-6-0(C)の飽和式・2気筒単式の運転整備重量20 t級タンク機関車で、1944年（昭和19年）に戦時買収により、国鉄籍を得たものである。南武鉄道時代は1形(1)で、買収後に1120形(1120)と改番された。また、買収から新形式付与までの間は、仮番号121であった。
南武鉄道開通後は、省線との貨車入換用に使われたが、1948年（昭和23年）に廃車となった。
同形の機関車は、他に5両製造されており、北丹鉄道1, 2、高知鉄道（後の土佐電気鉄道安芸線）1 - 3が該当する。
このグループの原型となったのは、1921年に台湾総督府土木局向けに製造された軌間762 mm・15 t級のB-1, B-2で、これを拡大したのが本クラスである。これにより汽車製造製蒸気機関車の基本スタイルが確立されたといってよく、運転室側部のくり抜き形状や側水槽の形状などに共通のデザインラインが見られる。

## 主要諸元
- 全長 : 6,843 mm
- 全高 : 3,378 mm
- 全幅 : 2,438 mm
- 軌間 : 1,067 mm
- 車軸配置 : 0-6-0(C)
- 動輪直径 : 865 mm
- 弁装置 : ワルシャート式
- シリンダー（直径×行程） : 292 mm×406 mm
- ボイラー圧力 : 12.6 kg/cm2
- 火格子面積 : 0.68 m2
- 全伝熱面積 : 40.2 m2
  - 煙管蒸発伝熱面積 : 36.9 m2
  - 火室蒸発伝熱面積 : 3.3 m2
- 機関車運転整備重量 : 21.56 t
- 機関車空車重量 : 17.14 t
- 機関車動輪上重量（運転整備時） : 21.56 t
- 機関車動輪軸重（各軸均等） : 7.19 t
- 水タンク容量 : 2.27 m3
- 燃料積載量 : 0.85 t
- 機関車性能
  - シリンダ引張力 : 4,330 kg
- ブレーキ装置 : 手ブレーキ、蒸気ブレーキ

## 北丹鉄道
北丹鉄道が開業用に用意した機関車で、1923年（大正12年）9月製の1, 2（製造番号717, 718）である。両機とも北丹鉄道の主力として重用されたが、1は1944年にボイラーの傷みが激しくなり、3が成田鉄道（2代）から入線すると予備機となった。その後、1952年（昭和27年）に森製作所で下回りを流用してディーゼル機関車に改造され、DC-1となった。しかし、ロッドの折損などが相次ぎ、調子は良くなかったようで、1956年（昭和31年）にDB-2が入線すると予備機となり、さらに1968年（昭和43年）にはエンジンをDB-2に譲って、不可動状態となったが、廃線まで在籍した。
一方の2は、DC-1入線後も予備機として残り、DC-1の使用成績如何では、ディーゼル機関車に改造される計画だったが、DC-1の不首尾により改造は見送られ、DB-2の新製により、代替廃車となった。

## 高知鉄道
これも高知鉄道が開業用に用意した機関車で、1形と称し、1, 2は1924年（大正13年）製（製造番号786, 787）、3は1925年（大正14年）製（製造番号851）である。北丹鉄道や南武鉄道のものに比べて側水槽の背が低く、その分運転整備重量は20.3 tとやや軽量である。3両とも全線電化後の1951年3月に廃車された。